# Liste der Besatzungsmitglieder der Bounty

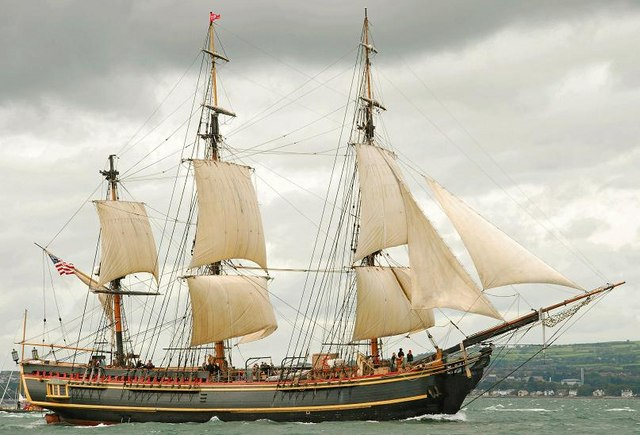
Replik der Bounty – Bounty II

Diese Liste orientiert sich an dem von der britischen Admiralität eröffneten Musterungsbuch von HMS Bounty, welches heute mit der Archivsignatur ADM 36/10744 im London Public Record Office zu Hayes in Middlesex (London Borough of Hillingdon) hinterlegt ist. Die Bounty war ein dreimastiges Segelschiff der britischen Admiralität, das 1787 unter Führung von Lieutenant (Kapitänleutnant) William Bligh zu einer Reise in die Südsee aufbrach, um Stecklinge des Brotfruchtbaums aus Tahiti zu den Antillen zu bringen. Auf der Rückreise kam es zur Meuterei, in deren Folge ein Teil der Besatzung zusammen mit Kapitän Bligh in einer Barkasse auf dem Pazifik ausgesetzt wurden. Bligh schaffte die nautische Leistung, das Boot und die Ausgesetzten bis nach Timor zu manövrieren und von dort nach England zurückzukehren.

## Zusammensetzung der Besatzung
Die für die Bounty vorgesehenen Planposten sahen einen kommandierenden Offizier, sieben Angehörige der Schiffsführung (Warrant Officers), zwei Fähnriche (Midshipman), elf Untergebene der Schiffsführung (Petty Officers), vierundzwanzig Vollmatrosen (Able Seaman) und zwei Zivilisten mit einer Gesamtstärke von 47 Besatzungsmitgliedern vor. Es wurden aber nur dreiundzwanzig Matrosen gemustert, womit die Besatzungsstärke tatsächlich bei 46 lag. Die für den vierundzwanzigsten Matrosen eingeplante Besoldung wurde in die Witwenkasse eingezahlt. Die Besatzung der Bounty setzte sich laut Bligh aus folgenden Posten zusammen:
| 01× | Leutnant als Kommandant (Lieutenant to command) |
| 01× | Steuermann (Master)                             |
| 01× | Bootsmann (Boatswain)                           |
| 01× | Kanonier (Gunner)                               |
| 01× | Zimmermann (Carpenter)                          |
| 01× | Arzt (Surgeon)                                  |
| 02× | Steuermannsmaate (Master’s Mate’s)              |
| 02× | Fähnriche (Midshipmen)                          |
| 02× | Rudergänger (Quarter Master’s)                  |
| 01× | Rudergängersmaat (Quarter Master’s Mate)        |
| 01× | Bootsmannsmaat (Boatswain’s Mate)               |
| 01× | Kanoniersmaat (Gunner’s Mate)                   |
| 01× | Zimmermannsmaat (Carpenter’s Mate)              |
| 01× | Zimmermannsgeselle (Carpenter’s Crew)           |
| 01× | Segelmacher (Sailmaker)                         |
| 01× | Büchsenmacher (Armourer)                        |
| 01× | Corporal                                        |
| 01× | Schreiber (Clerk)                               |
| 23× | Vollmatrosen (Able Seamen)                      |
| 02× | Zivilisten                                      |

## Liste der Besatzungsmitglieder
| Name                                         | Name                | Alter  | Herkunft                      | Funktion                   | Datum             | Anmerkungen                  |
| -------------------------------------------- | ------------------- | ------ | ----------------------------- | -------------------------- | ----------------- | ---------------------------- |
| Kommandant                                   |                     |        |                               |                            |                   |                              |
| 1                                            | Lt. William Bligh   | 33     | —                             |                            | 20. August 1787   |                              |
| Schiffsführung (Warrant Officers)            |                     |        |                               |                            |                   |                              |
| 2                                            | John Fryer          | 35     | —                             | Steuermann                 | 20. August 1787   |                              |
| 3                                            | William Cole        | —      | Hackney, Middlesex            | Bootsmann                  | 27. August 1787   |                              |
| 4                                            | William Peckover    | —      | Hackney, Middlesex            | Kanonier                   | 27. August 1787   |                              |
| 5                                            | William Purcell     | —      | Hackney, Middlesex            | Zimmermann                 | 27. August 1787   |                              |
| 6                                            | Thomas Huggan       | —      | —                             | Arzt                       | 20. August 1787   | Starb 1788 auf Tahiti.       |
| 7                                            | Fletcher Christian  | 21     | Whitehaven, Cumberland        | 1. Steuermannsmaat         | 7. September 1787 | Starb 1793 auf Pitcairn.     |
| 8                                            | William Elphinstone | 36     | Edinburgh, Midlothian         | 2. Steuermannsmaat         | 29. August 1787   | Starb 1791 in Batavia.       |
| Fähnriche (Midshipman)                       |                     |        |                               |                            |                   |                              |
| 9                                            | Thomas Hayward      | 20     | Hackney, Middlesex            |                            | 20. August 1787   |                              |
| 10                                           | John Hallett        | 15     | London                        |                            | 7. September 1787 |                              |
| Gehilfen der Schiffsführung (Petty Officers) |                     |        |                               |                            |                   |                              |
| 11                                           | John Norton         | 34     | Liverpool, Lancashire         | Rudergänger                | 13. Oktober 1787  | Starb 1789 auf Tofua.        |
| 12                                           | Peter Linkletter    | 30     | Shetland                      | Rudergänger                | 29. August 1787   | Starb 1789 in Batavia.       |
| 13                                           | George Simpson      | 27     | Kendal, Westmoreland          | Rudergängersmaat           | 8. Oktober 1787   |                              |
| 14                                           | James Morrison      | 27     | London                        | Bootsmannsmaat             | 7. September 1787 | Verurteilt und begnadigt.    |
| 15                                           | John Mills          | 39     | Aberdeen, Aberdeenshire       | Kanoniersmaat              | 7. September 1787 | Starb 1793 auf Pitcairn      |
| 16                                           | Charles Norman      | 30     | Portsmouth, Hampshire         | Zimmermannsmaat            | 21. November 1787 | Freigesprochen.              |
| 17                                           | Thomas McIntosh     | 25     | North Shields, Northumberland | Zimmermannsgeselle         | 7. September 1787 | Freigesprochen.              |
| 18                                           | Lawrence Lebogue    | 40     | Annapolis, Nova Scotia        | Segelmacher                | 27. August 1787   |                              |
| 19                                           | Joseph Coleman      | 36     | Guildford, Surrey             | Büchsenmacher              | 31. August 1787   | Freigesprochen.              |
| 20                                           | Charles Churchill   | 28     | Manchester, Lancashire        | Corporal                   | 7. September 1787 | Starb 1790 auf Tahiti.       |
| 21                                           | John Samuel         | 26     | Edinburgh, Midlothian         | Schreiber                  | 27. August 1787   |                              |
| Matrosen (Able Seaman)                       |                     |        |                               |                            |                   |                              |
| 22                                           | William McCoy       | —      | —                             |                            | 28. November 1787 | Starb 1798 auf Pitcairn.     |
| 23                                           | Alexander Smith     | 20     | London                        |                            | 7. September 1787 | Starb 1829 auf Pitcairn.     |
| 24                                           | Peter Heywood       | 15     | Douglas, Isle of Man          | zum Fähnrich befördert     | 27. August 1787   | Verurteilt und begnadigt.    |
| 25                                           | Robert Tinkler      | 17     | Wells, Norfolk                | Kabinenjunge               | 7. September 1787 |                              |
| 26                                           | Matthew Thompson    | 37     | Isle of Wight                 |                            | 23. Oktober 1787  | Starb 1790 auf Tahiti.       |
| 27                                           | Isaac Martin        | 30     | Philadelphia                  |                            | 31. August 1787   | Starb 1793 auf Pitcairn.     |
| 28                                           | John Millward       | 21     | Plymouth, Devon               |                            | 7. September 1787 | Verurteilt und hingerichtet. |
| 29                                           | George Stewart      | 21     | Orkney                        | zum Fähnrich befördert     | 27. August 1787   | Starb 1791 auf See.          |
| 30                                           | Thomas D. Ledward   | —      | —                             | Assistenzarzt              | 6. Dezember 1787  | Starb 1789 auf See.          |
| 31                                           | Matthew Quintal     | —      | —                             |                            | 28. November 1787 | Starb 1799 auf Pitcairn.     |
| 32                                           | Richard Skinner     | 22     | Tunbridge Wells, Kent         | Barbier                    | 7. September 1787 | Starb 1791 auf See.          |
| 33                                           | James Valentine     | 28     | Montrose, Forfarshire         |                            | 7. Oktober 1787   | Starb 1788 auf See.          |
| 34                                           | Edward Young        | 21     | St. Kitts                     | zum Fähnrich befördert     | 23. Oktober 1787  | Starb 1800 auf Pitcairn.     |
| 35                                           | Thomas Ellison      | 19     | Deptford, Kent                |                            | 8. Oktober 1787   | Verurteilt und hingerichtet. |
| 36                                           | Robert Lamb         | 21     | London                        | Fleischer                  | 8. Oktober 1787   | Starb 1789 in Batavia.       |
| 37                                           | John Smith          | 36     | Stirling, Stirlingshire       | Diener                     | 16. Oktober 1787  |                              |
| 38                                           | William Muspratt    | 27     | Maidenhead, Berkshire         | Gehilfe des Kochs          | 23. Oktober 1787  | Verurteilt und freigelassen. |
| 39                                           | Thomas Burkett      | 25     | Bath, Somerset                |                            | 7. September 1787 | Verurteilt und hingerichtet. |
| 40                                           | John Sumner         | 22     | Liverpool, Lancashire         |                            | 7. September 1787 | Starb 1791 auf See.          |
| 41                                           | John Williams       | 26     | Stepney, Middlesex            | Gehilfe des Büchsenmachers | 7. September 1787 | Starb 1793 auf Pitcairn.     |
| 42                                           | Michael Byrne       | 27     | Kilkenny, Irland              | Violinist                  | 16. November 1787 | Freigesprochen.              |
| 43                                           | Henry Hillbrant     | 24     | Hannover                      | Küfer                      | 27. August 1787   | Starb 1791 auf See.          |
| 44                                           | Thomas Hall         | 36     | Lanchester, Durham            | Koch                       | 8. Oktober 1787   | Starb 1789 in Batavia.       |
| Zivilisten                                   |                     |        |                               |                            |                   |                              |
| 45                                           | David Nelson        | —      | —                             | Botaniker                  | 20. August 1787   | Starb 1789 in Kupang.        |
| 46                                           | William Brown       | ca. 25 | Leicester, Leicestershire     | Gehilfe des Botanikers     | 20. August 1787   | Starb 1793 auf Pitcairn.     |

| Name     | – bei der Musterung angegebener Name.                                                                       |
| Alter    | – bei der Musterung angegebenes Alter.                                                                      |
| Herkunft | – bei der Musterung angegebener Geburtsort (Place and County where Born), doch häufig der aktuelle Wohnort. |
| Datum    | – Datum der Einschreibung.                                                                                  |